# Сёстры Эндрюс
Сёстры Эндрюс (англ. The Andrews Sisters) — американское вокальное трио, состоявшее из трёх сестёр: Лаверн Софи Эндрюс (LaVerne Sophie Andrews; 6 июля 1911 — 8 мая 1967), Максин Энглин Эндрюс (Maxene Anglyn Andrews; 3 января 1916 — 21 октября 1995), Патриция Мари (Патти) Эндрюс (Patricia Marie (a.k.a. Patty) Andrews; 16 февраля 1918 — 30 января 2013).

## Начало карьеры
Сёстры Эндрюс родились в Миннесоте, их отец Питер Андреас был греческим эмигрантом, а мать Ольга Солли происходила из норвежской семьи.
Они начали карьеру с подражания известному трио сестёр Босуэлл, выступая с различными оркестрами. Популярность они завоевали в 1937 году, когда записали английский вариант песни «Bei Mir Bist Du Schön». Было продано миллион копий этой записи, и сёстры стали первым женским вокальным трио, запись которых получила статус «Золотого диска». В следующие два года они записали ещё несколько хитов: «Hold Tight, Hold Tight (Want Some Sea Food, Mama?)», «Beer Barrel Polka (Roll Out the Barrel)» и др.

## Вторая мировая война
Во время Второй мировой войны сёстры Эндрюс выступали перед войсками союзников в США, Африке, Италии. Сёстры записали 47 песен с певцом Бингом Кросби, 23 из которых попали в чарты «Биллборда». Миллионными копиями разошлись записи «Pistol Packin' Mama», «Don’t Fence Me In» и «Jingle Bells». Как обнаружилось после войны, некоторые их песни попадали контрабандой в нацистскую Германию. Сёстры популяризировали мелодии других народов, исполняя песни из Израиля, Италии, Испании, Франции, Ирландии, Чехословакии, России, Швеции, Бразилии, Мексики, Тринидада.
Сёстры Эндрюс появились в пятнадцати голливудских фильмах. В фильмах «Argentine Nights» (1940) и «Рядовые» (1941) они играли с другим известным трио — комиками братьями Ритц. В «Рядовых» они исполнили песню «Boogie Woogie Bugle Boy», которая в 2001 году заняла шестое место в списке «Песен столетия». В фильме «Голливудская лавка для войск» (1944) они пели вместе с Бингом Кросби и Бобом Хоупом.
Во время и сразу после войны они участвовали в радиошоу на ABC и CBS, исполняя рекламные песни для таких известных марок, как «Wrigley», «Campbell Soup» и др.

## Перерыв в карьере
Трио распалось в 1953 году, главной причиной стало решение Патти о начале сольной карьеры. Об этом решении Лаверн и Максин узнали из газет, что резко ухудшило отношения сестёр. Лаверн и Максин продолжали выступать вдвоём, провели десятидневные гастроли по Австралии, но в декабре 1954 года Максин совершила попытку самоубийства, приняв снотворное. Газетам сообщили, что это был несчастный случай.
В 1956 году трио снова воссоединилось, записав несколько синглов. В течение 1960-х годов сёстры часто выступали в ночных клубах Лас-Вегаса и Лондона, как со старыми хитами, так и с новым материалом: «I Left My Heart In San Francisco», «Still», «The End of the World» и др.
В 1967 году старшая из сестёр Лаверн умерла от рака. Максин не хотела выступать дуэтом, и Патти снова вернулась к сольной карьере.

## Попытки возвращения
В 1974 году Максин и Патти сыграли в бродвейском мюзикле «Over Here!». Это был последний крупный успех сестёр, их участие в мюзикле было прервано из-за судебного процесса, который начал муж Патти против продюсеров.
Максин вернулась на сцену в 1979 и успешно выступала в течение следующих пятнадцати лет. В 1981 году Патти тоже пробовала вернуться, но её выступления были не приняты критиками, которые считали, что Патти слишком сосредотачивается на материале сестёр Эндрюс, что мешает раскрыться её собственным талантам. В 1982 году в Иллинойсе с Максин случился сердечный приступ, после чего ей сделали операцию.
1 октября 1987 года обе сестры присутствовали на открытии звезды сестёр Эндрюс на Голливудской аллее славы и даже спели старый хит «Beer Barrel Polka».
В 1995 году Максин перенесла второй сердечный приступ и умерла 21 октября. Патти жила в Калифорнии и умерла 30 января 2013 года.

## Известные песни
В скобках — дата записи.
- «Bei Mir Bist Du Schön» (24 ноября 1937)
- «Hold Tight, Hold Tight (Want Some Sea Food, Mama?)» (21 ноября 1938)
- «Beer Barrel Polka (Roll Out the Barrel)» (3 мая 1939)
- «Well All Right! (Tonight’s the Night)» (3 мая 1939)
- «Yodelin' Jive» (20 сентября 1939), совместно с Бингом Кросби
- «Say Si Si (Para Vigo Me Voy)» (7 февраля 1940)
- «Ferryboat Serenade (La Piccinina)» (15 июля 1940)
- «Beat Me, Daddy, Eight to the Bar» (28 августа 1940)
- «I’ll Be with You in Apple Blossom Time» (14 ноября 1940)
- «Boogie Woogie Bugle Boy» (2 января 1941)
- «The Shrine of St. Cecilia» (15 ноября 1941)
- «Don’t Sit Under the Apple Tree (With Anyone Else but Me)» (4 апреля 1942)
- «Pistol Packin' Mama» (27 сентября 1943), совм. с Бингом Кросби
- «Victory Polka» (27 сентября 1943), совм. с Бингом Кросби
- «Jingle Bells» (29 сентября 1943), совм. с Бингом Кросби
- «Santa Claus Is Coming to Town» (29 сентября 1943), совм. с Бингом Кросби
- «Shoo Shoo Baby» (13 октября 1943)
- «Is You Is Or Is You Ain’t (Ma' Baby?)» (30 июня 1944), совм. с Бингом Кросби
- «There’ll Be a Hot Time in the Town of Berlin (When the Yanks Go Marching In)» (30 июня 1944), совм. с Бингом Кросби
- «Don’t Fence Me In» (25 июля 1944)
- «Rum and Coca-Cola» (18 октября 1944)
- «Ac-cent-tchu-ate The Positive» (8 декабря 1944), совм. с Бингом Кросби
- «Along The Navajo Trail» (29 июня 1945), совм. с Бингом Кросби
- «South America, Take It Away» (10 мая 1946), совм. с Бингом Кросби
- «Rumors Are Flying» (22 июля 1946), совм. с гитаристом Лесом Полом
- «Near You» (4 августа 1947)
- «Civilization (Bongo, Bongo, Bongo)» (27 сентября 1947), совм. с Дэнни Кеем
- «Toolie Oolie Doolie (The Yodel Polka)» (19 декабря 1947)
- «Underneath the Arches» (26 июля 1948), совм. с оркестром Билли Тернанта
- «I Can Dream, Can’t I?» (15 июля 1949), совм. с оркестром Гордона Дженкинса
- «I Wanna Be Loved» (30 мая 1950), совм. с оркестром Гордона Дженкинса

## В культуре и искусстве

### Театральные постановки
В 1991 году американский хореограф Пол Тейлор создал балет Company B («Вторая рота») на музыку песен сестёр Эндрюс (художник по костюмам — Санто Локасто, художник по свету — Дженнифер Типтон). Спектакль, «выражающий чувства американцев в годы Второй мировой войны», вошёл в репертуар многих балетных компаний США, включая Американский театр балета, Балет Майями и Балет Колорадо, В 1997 году Танцевальная компания Пола Тейлора, гастролировавшая в Москве в рамках Фестиваля американского танца ADF/Россия II, организованного Американским фестивалем танца и ассоциацией «Золотая маска», показала этот балет на сцене Музыкального театра имени Станиславского и Немировича-Данченко, завершив им программу фестиваля.

### В кинематографе
Песня Bei Mir Bist Du Schon звучит в сериале «Секретные Материалы» (сезон 6; серия 3).
Песня Oh, Johnny! звучит в фильме «Хроники Нарнии: Лев, Колдунья и волшебный шкаф»
Песня «Boogie Woogie Bugle Boy» звучит в фильмах «Цветения пора» и "Красные хвосты"
Песня «Rum and Coca-Cola» звучит в фильме «Господин Никто»

### В играх
- Песня «Civilization» совм. с Дэнни Кей звучит на радио в компьютерной игре Fallout 3,4;
- Песня «Pistol Packin' Mama» совм. с Бингом Кросби звучит в Fallout 4 в одной из радиостанций;
- Песня Bei Mir Bist Du Schön звучит в первой и второй частях игры BioShock;
- Песни Victory Polka совм. с Бингом Кросби, Pistol Packin' Mama совм. с Бингом Кросби, There’ll Be a Hot Time in the Town of Berlin (When the Yanks Go Marching In) совм. с Бингом Кросби, Straighten Up and Fly Right и Rum and Coca-Cola и Boogie Woogie Bugle Boy звучат в игре Mafia II.

## Фильмография
- 1940 — Argentine Nights
- 1941 — Рядовые (Buck Privates)
- 1941 — In the Navy
- 1941 — Hold That Ghost
- 1942 — What’s Cookin'?
- 1942 — Private Buckaroo
- 1942 — Give Out, Sisters
- 1943 — How’s About It
- 1943 — Always a Bridesmaid
- 1943 — Swingtime Johnny
- 1944 — Moonlight and Cactus
- 1944 — Следуя за парнями (Follow the Boys)
- 1944 — Голливудская лавка для войск (Hollywood Canteen)
- 1945 — Her Lucky Night
- 1946 — Сыграй мою музыку (Make Mine Music)
- 1947 — Дорога в Рио (Road to Rio)
- 1948 — Время мелодий (Melody Time)
- 1970 — Финкс (The Phynx) — только Пэтти, в роли самой себя
- 1975 — Brother, Can You Spare a Dime?